# نانوسلولز تقویت

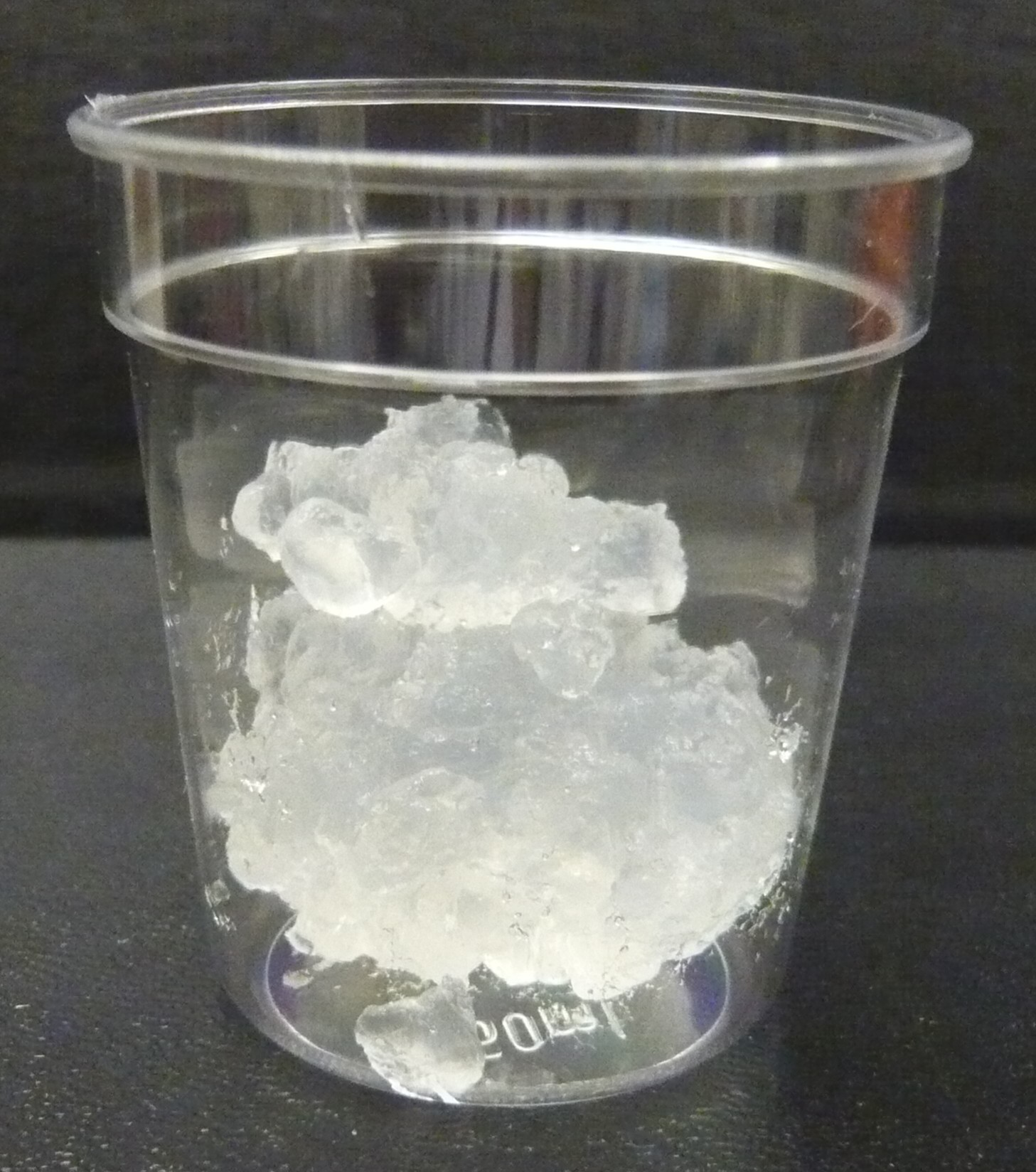
Nanocellulose

نانوسلولز ماده ای است که در سال‌های اخیر به عنوان تقویت کننده در کامپوزیت‌های پلیمری مورد توجه قرار گرفته است. از سلولز که فراوان‌ترین پلیمر آلی روی زمین است و در گیاهان، درختان و باکتری‌ها یافت می‌شود، به دست می‌آید. نانوسلولز یک ماده در مقیاس نانو است که ابعاد آن از ۱ تا ۱۰۰ نانومتر است و خواص منحصر به فردی دارد که آن را به تقویت‌کننده جذابی برای کامپوزیت‌های پلیمری تبدیل می‌کند.

## خواص
نانوسلولز بلورینگی بالایی دارد. مولکول‌های سلولز در یک خط منظم قرار گرفته‌اند و پیوندهای هیدروژنی درون و بین مولکولی سلولز را پلیمری نسبتاً پایدار می‌سازد و الیاف سلولزی را با سختی و استحکام محوری بالا به الیاف سلولزی می‌بخشد.
استحکام کششی نانوسلولز بسیار بالاتر از سیم فولادی و فیبر کربن عمومی است و به ۷٫۵–۷٫۷ گیگا پاسکال می‌رسد، در حالی که چگالی (۱٫۶ گرم بر سانتی‌متر مکعب) تنها یک پنجم چگالی فولاد است. علاوه بر این، نانوسلولز دارای سطح ویژه بالا با تعداد زیادی گروه هیدروکسیل در معرض، است که برای پیوند یا اتصال عرضی سایر مواد برای به دست آوردن خواص سطحی مختلف برای عامل دار کردن سطح مفید است.
یکی از مهم‌ترین خواص نانوسلولز نسبت مقاومت به وزن بالای آن است. این ماده قوی تر از فولاد است اما بسیار سبک‌تر است، و آن را به یک ماده ایدئال برای استفاده در مواد کامپوزیتی سبک تبدیل می‌کند.[۱] علاوه بر این، نانوسلولز زیست تخریب‌پذیر، تجدیدپذیر و غیرسمی است و آن را به جایگزینی سازگار با محیط زیست برای تقویت‌کننده‌های سنتی مانند الیاف شیشه یا الیاف کربن تبدیل می‌کند.[۲]
به دلیل سطح آبدوست آن، نانوسلولز به راحتی در محیط‌های آلی و محلول‌های پلیمری پراکنده نمی‌شود، بنابراین برای تثبیت آن‌ها به سورفکتانت‌ها نیاز است. نانوسلولز به‌دست‌آمده از هیدرولیز اسید سولفوریک یا پیش تیمار شده با اکسیداسیون TEMPO، سطحی باردار برای جذب سورفکتانت‌ها دارد. سورفکتانت‌های رایج مورد استفاده عبارتند از اسید استئاریک و ستیل-تترامتیل-برومید-آمین.
سازگاری نانوسلولزها با محیط آلی پس از درمان افزایش می‌یابد.

## انواع
سه نوع اصلی نانوسلولز وجود دارد: نانوبلورهای سلولز (CNCs)، نانوفیبریل‌های سلولز (CNF) و سلولز باکتریایی (BC).
۱. نانوبلورهای سلولز (CNCs): CNCها ذرات میله مانندی هستند که با تجزیه الیاف سلولز با استفاده از هیدرولیز اسیدی تولید می‌شوند. نسبت ابعاد بالایی دارند (نسبت طول به عرض) و معمولاً ۵–۲۰ نانومتر قطر و ۱۰۰–۵۰۰ نانومتر طول دارند.
۲. نانوفیبریل‌های سلولزی (CNF): CNFها الیاف بلند، نازک و انعطاف‌پذیری هستند که با تجزیه مکانیکی الیاف سلولزی تولید می‌شوند. آنها نسبت تصویر بالایی دارند و معمولاً ۵–۵۰ نانومتر قطر و چندین میکرومتر طول دارند.
۳. نانوسلولز باکتریایی (BNC): BNC توسط باکتری‌های خاصی به عنوان یک ماتریکس خارج سلولی محافظ تولید می‌شود. ساختاری مشابه با CNF دارد اما می‌تواند در مقادیر بیشتر و با کنترل بیشتر بر خواص آن تولید شود. BNC به دلیل زیست سازگاری و زیست تخریب پذیری معمولاً در کاربردهای زیست پزشکی استفاده می‌شود.

## اطلاعات کاربردی
یکی از دلایل اصلی ارزان‌تر بودن نانوسلولز نسبت به رقبای خود این است که از یک منبع تجدیدپذیر - خمیر چوب - مشتق شده است. این بدان معناست که برخلاف نانولوله‌های کربنی و گرافن که نیازمند فرآیندهای ساخت گران و پیچیده هستند، مواد خام برای تولید نانوسلولز فراوان و به آسانی در دسترس است.
عامل دیگری که به مقرون به صرفه بودن نانوسلولز کمک می‌کند، سهولت تولید آن است. نانوسلولز را می‌توان با استفاده از روش‌های مختلفی از جمله تجزیه مکانیکی، هیدرولیز اسیدی و هیدرولیز آنزیمی تولید کرد. این روش‌ها نسبتاً ساده هستند و به حداقل انرژی ورودی نیاز دارند و در نتیجه هزینه‌های تولید کمتر می‌شود.
نانوسلولز علاوه بر ارزان‌تر بودن، مزایای متعددی نسبت به سایر مواد تقویت‌کننده دارد. به عنوان مثال، نسبت تصویر بالایی دارد، به این معنی که نسبت به حجم آن، سطح بالایی دارد. این به آن خواص تقویت کننده عالی می‌دهد و به آن اجازه می‌دهد استحکام، سختی و دوام کامپوزیت‌های پلیمری را بهبود بخشد.

## روش‌های بهبودی
نانوسلولز را می‌توان با استفاده از روش‌های مختلفی از جمله مخلوط کردن مذاب، ریخته‌گری محلول و الکتروریسی در کامپوزیت‌های پلیمری گنجاند. کامپوزیت‌های به دست آمده خواص مکانیکی بهبود یافته‌ای مانند افزایش سفتی و استحکام و همچنین بهبود خواص حرارتی و مانع از خود نشان می‌دهند.
یکی از چالش‌های مرتبط با استفاده از نانوسلولز در کامپوزیت‌های پلیمری، دستیابی به پراکندگی یکنواخت ذرات نانوسلولز در ماتریس پلیمری است. این را می‌توان از طریق اصلاح سطح ذرات نانوسلولز یا از طریق استفاده از سورفکتانت‌ها یا سایر افزودنی‌ها به دست آورد.
چالش دیگر مقیاس پذیری تولید نانوسلولز است. در حالی که تعدادی روش برای تولید نانوسلولز وجود دارد، از جمله هیدرولیز اسیدی و فیبریلاسیون مکانیکی، این روش‌ها می‌توانند پرهزینه و زمان بر باشند.
با وجود این چالش‌ها، استفاده از نانوسلولز به عنوان تقویت کننده در کامپوزیت‌های پلیمری پتانسیل بالایی دارد. با تحقیق و توسعه بیشتر، کامپوزیت‌های مبتنی بر نانوسلولز می‌توانند در کاربردهای مختلفی از جمله قطعات خودرو و هوافضا، مواد بسته‌بندی و دستگاه‌های زیست پزشکی استفاده شوند.
در نتیجه، نانوسلولز به دلیل خواص منحصر به فرد خود از جمله نسبت استحکام به وزن بالا، زیست تخریب پذیری، تجدید پذیری و غیر سمی بودن، به عنوان یک ماده تقویت کننده امیدوارکننده برای کامپوزیت‌های پلیمری ظاهر شده است. در حالی که برخی از چالش‌های مرتبط با تولید و پراکندگی آن در ماتریس پلیمری وجود دارد، تلاش‌های تحقیق و توسعه مداوم بر پرداختن به این مسائل متمرکز است. کاربردهای بالقوه کامپوزیت‌های مبتنی بر نانوسلولز بسیار گسترده است و به احتمال زیاد در سال‌های آینده شاهد افزایش استفاده از این ماده در صنایع مختلف خواهیم بود.
https://pub.mdpi-res.com/polymers/polymers-10-00517/article_deploy/html/images/polymers-10-00517-ag-550.jpg?1570093177